# Ilocos Norte
Ilocos Norte (Ilocano : Probinsia ti Ilocos Norte ; Tagalog : Lalawigan ng Ilocos Norte), est une province des Philippines située dans la région d'Ilocos. Sa capitale est Laoag, située dans le coin nord-ouest de l'île de Luçon, bordée par Cagayan et Apayao à l'est, et Abra au sud-est, et Ilocos Sur au sud-ouest. L'Ilocos Norte fait face à la mer des Philippines occidentales à l'ouest et au détroit de Luçon au nord.
L'Ilocos Norte est réputé pour son paysage et sa culture particulières,, notamment de nombreux exemples d'architecture bien préservée de l'époque coloniale espagnole, en particulier la cathédrale Saint William de Laoag avec son clocher couché de style baroque, l'église Saint-Augustin de Paoay qui est l'un des sites du patrimoine mondial de l'UNESCO aux Philippines et le phare de Cape Bojeador. Parmi les caractéristiques géographiques célèbres, citons les dunes de sable de La Paz, les plages de Pagudpud et la formation rocheuse calcarénite érodée de Kapurpurawan à Burgos. C'est le lieu de naissance de plusieurs dirigeants philippins notables, dont l'ancien président Ferdinand E. Marcos, le général de la guerre révolutionnaire philippine Artemio Ricarte et le fondateur de l'Iglesia Filipina Independiente, Gregorio Aglipay. Ils sont situés à Burgos, Pagudpud et Bangui, ce dernier étant la première centrale éolienne des Philippines.

## Villes et municipalités
Municipalités
- Adams
- Bacarra
- Badoc
- Bangui
- Banna
- Burgos
- Carasi
- Currimao
- Dingras
- Dumalneg
- Marcos
- Nueva Era
- Pagudpud
- Paoay
- Pasuquin
- Piddig
- Pinili
- San Nicolas
- Sarrat
- Solsona
- Vintar

Villes
- Batac
- Laoag